# 彬子女王
彬子女王（日语：／ Akiko Joō，1981年12月20日—），出身於日本皇族，是寬仁親王與寬仁親王妃信子的長女，其妹是瑤子女王。她是作為大正天皇直系3代之外的女性皇族而受封女王。使用的徽印是雪花。

## 生平

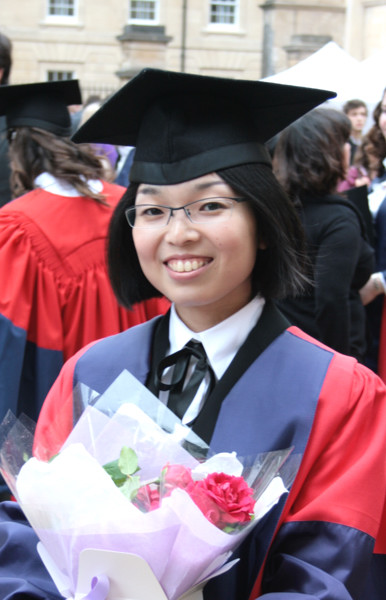
2011年攝於英國牛津大學畢業典禮

1981年（昭和56年）12月20日，作為寬仁親王與寬仁親王妃信子的第一孩子誕生。是自1947年旁系宮家臣籍降下之後第一個誕生的女王。
2001年（平成13年），彬子女王20歲成年時，一如慣例得到天皇明仁授予勳二等寶冠章（寶冠牡丹章）。
2004年（平成16年）3月，彬子女王自學習院大學文學部歷史系畢業，與堂哥皇太子德仁親王畢業於同樣的學系。同年9月，亦與德仁親王一樣，赴英國牛津大學的墨頓學院留學。專攻日本美術史。
2009年（平成21年）10月，自英國歸國後，擔任京都立命館大學衣笠綜合研究機構博士後研究員，並於2012年卸任。
2010年（平成22年）1月，獲得牛津大學博士學位，為繼秋篠宮文仁親王後第二人取得博士學位，亦為初位取得博士學位的女性皇族。
2012年（平成24年）4月受當時天皇明仁的學友銀閣寺住持有馬頼底委託，就任銀閣寺研修道場美術研究員，至2014年12月卸任。2012年同月，創立一般社團法人心游舍，旨在將日本文化傳授給下一代，並就任該社團總裁。亦擔任立命館大學衣笠綜合研究機構的特別招聘客座副教授，至2014年3月卸任。2012年5月，受聘為法政大學國際日本學研究所客座研究員。
2013年（平成25年）6月，繼任已故寬仁親王的日本‧土耳其協會總裁一職。
2014年（平成26年）4月，擔任京都市立藝術大學資源研究所中心特別招聘研究員、客座教授，
與公益社團法人日本職業滑雪教師協會總裁。
2015年（平成27年）4月，擔任中近東文化中心總裁。
2018年（平成30年）1月，就任三笠宮紀念財團總裁。
同年10月，受贈國士館大學名譽博士。
2020年（令和2年）4月，就任千葉工業大學特聘教授與該校地球學研究中心主席研究員。
2022年（令和4年）3月，繼任已故寬仁親王的日英協會名譽總裁一職。

## 女性宮家相關發言
在2012年關於皇位繼承問題與女性宮家的採訪中表示，「（創立女性宮家與否）應交由國家與國民決定。另一方面，如今在這個議題只討論女性宮家而感到違和感。為了維持男系繼承讓舊皇族回歸皇室，或是作為現有宮家的養子等……應該還有上述其他討論選項」。並對政府遲遲無法決定女性宮家相關政策表示「不排斥結婚後繼續執行公務，但女性宮家的創立與否可能影響到女性皇族與其（結婚）對象的將來，希望能及早決定」，被部分媒體解讀為支持女性宮家的立場。

## 外部連結
- 三笠宮家のご活動 - 宮内庁 （页面存档备份，存于） （日語）
- 日本の伝統文化を未来へ｜一般社団法人心游舎 （页面存档备份，存于） （日語）